# Ванга блакитна
Ванга блакитна (Cyanolanius madagascarinus) — вид горобцеподібних птахів родини вангових (Vangidae).

## Поширення
Вид поширений в Мадагаскарі та Коморських островах. Мешкає у різноманітних лісах: сухих лісах, тропічних дощових лісах, вторинних лісах, рідколіссях, мангрових заростях.

## Опис
Дрібний птах, завдовжки 16–19 см, вагою 19–25 г. Птах має яскраво-блакитні спину, верх хвоста, верх голови, а горло, шия і живіт білі. Самиці мають тьмяніше забарвлення. Райдужка синя, у самиць жовтувата.

## Спосіб життя
Харчується комахами та їх личинками. Ці птахи в пошуках їжі часто приєднуються до змішаних зграй комахоїдних птахів. Період розмноження припадає на жовтень-грудень. Самиця відкладає 3-4 яйця в гніздо, розташованому в кроні дерева. Опікуються неповнолітніми обидві статі. Біологія розмноження виду вивчена слабо.

## Підвиди
Включає три підвиди:
- C. m. madagascarinus (Linnaeus, 1766) – на півночі, сході та заході Мадагаскару;
- C. m. comorensis (Shelley, 1894) – о. Мохелі;
- C. m. bensoni Louette & Herremans, 1982 – о. Великий Комор.[4]